# Friesenfeld

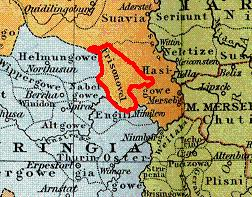
Friesenfeld und Umgebung um 1000

Das Friesenfeld war ein Gau, der sich im heutigen Nordthüringen und südlichen Sachsen-Anhalt im Gebiet zwischen Allstedt und Merseburg erstreckte und zu großen Teile mit dem Hassegau identisch war. Zahlreiche Orte des Friesenfeldes wie Odesfurt (Oßfurt) waren dem Kloster Hersfeld zur Abgabe der Zehnten verpflichtet. Im Hersfelder Zehntverzeichnis wird das Gebiet als Frisonoveld aufgeführt. Im Jahr 932 wurde der Gau in der Grafschaft Siegfrieds zusammen mit dem Westgau und Altgau erwähnt.
Benannt wurde es nach den Friesen, die sich hier als Kolonisten ansiedelten.

## Grenzverlauf
Die im ersten Abschnitt des Hersfelder Zehntverzeichnisses genannten Orte des Friesenfeldes befanden sich alle zwischen Saale, Unstrut, Helme, dem Sachsgraben (Tal westlich von Sangerhausen), Wipper, Böser Sieben und Salza. Nicht an allen Stellen sind die Grenzen eindeutig geklärt, da insbesondere im Harzraum nur wenige Orte aufgezählt werden. Die Grenze dürfte hier ein Abschnitt der Gonna gebildet haben, da der Sachsgraben bis zum Korbeshügel südwestlich von Lengefeld führte und die östlich der Gonna gelegenen Orte Lengefeld und Morungen im Hersfelder Zehntverzeichnis genannt werden, Großleinungen oder Horla hingegen nicht. Wie die Grenze weiter zur Wipper hin verlief, ist ebenfalls nicht endgültig geklärt. Die nordöstlichen Orte im Hersfelder Zehntverzeichnis sind hier Friesdorf, die Wüstung Lichthagen, Pölsfeld und Riestedt, wohingegen Gorenzen, Annarode, Emseloh, Blankenheim und Wimmelburg nicht nachweisbar sind. Die Grenze verlief demnach offenbar von der Wipper aus zwischen diesen jeweiligen Orten hindurch nach Süden und dann am Hornburger Sattel entlang, da die dort zu findenden Orte – wie Beyernaumburg, Klosterrode oder Bornstedt – im Hersfelder Zehntverzeichnis enthalten sind. Während Eisleben nicht genannt wird, werden seine Stadtteile Neckendorf, Bischofrode und Helfta aufgelistet.